# Anton Höchl

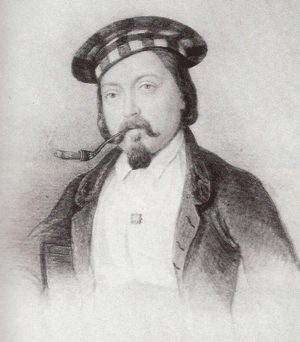
Anton Höchl

Anton Höchl (* 20. Februar 1820 in München; † 21. Februar 1897 ebenda) war ein bayerischer Ziegeleibesitzer und Architekturmaler.

## Leben
Anton Höchl war der Sohn von Josepha Widmann (* 1786 in München; † 1877 ebenda) und des Baumeisters und Ziegeleibesitzers Joseph Höchl (* 6. März 1777 in Neumarkt-Sankt Veit; † 6. Januar 1838 in München). Nach dem Tod seines Vaters 1838 erbte Anton dessen Grundbesitz und Ziegeleien in Bogenhausen. Zunächst leitete er die Geschäfte unter der Aufsicht eines Vormundes. 1841 setzte er einen Verwalter ein, um sich mehr der Kunst widmen zu können. Er gab die Geschäfte jedoch nie völlig aus der Hand.

### Maurergerechtigkeit
Als Mitgift zur Ehe mit Therese Trisberger (* 4. Dezember 1775; † 25. Februar 1806) erhielt Joseph Höchl vom Stiefvater Matthias Widmann (* 1749; † 1825) bürgerlicher Maurermeister in München
am 28. Mai 1804 die Maurermeistergerechtigkeit. Dieses Niederlassungsrecht vererbte Joseph Höchl an seine zweite Frau Josepha Widmann, die Schwester von Maurermeister Xaver Widmann (* 1792; † 1859), welche sie am 8. November 1847 an den 1839 geprüften Baumeister Johann Nepomuk Bürkel (* 15. Mai 1812 in Pfaffenhofen an der Ilm dortiges Kirchenbuch 1812, S. 199) für 4000 Gulden verkaufte.

### Musiker
Anton Höchl nutzte ab dem 6. Januar 1838 das Höchl-Schlössl auch für Abendmusiken, bei der er Cello, Bratsche oder Flöte spielte, für die Nachbarschaft, zu welcher Max Joseph in Bayern gehörte.

### Mäzen
Er vererbte seine Sammlung an die Neue Pinakothek, darunter ein Bild von Eduard Schleich dem Älteren.

## Grabstätte

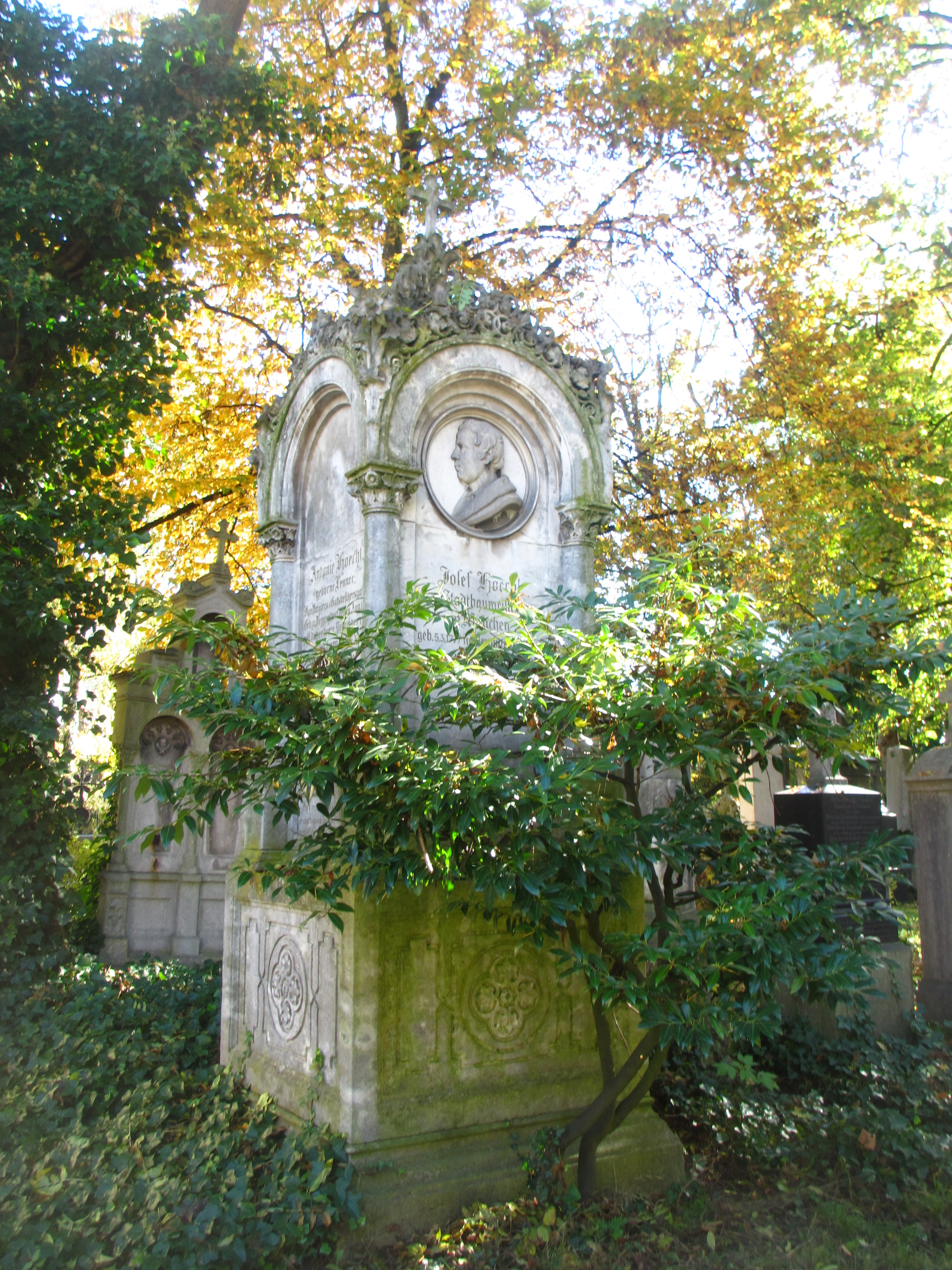
Grab von Anton Höchl auf dem Alten Südlichen Friedhof in München

Die Grabstätte von Anton Höchl befindet sich auf dem Alten Südlichen Friedhof in München (Gräberfeld 2 – Reihe 7 – Platz 1/2) Standort.

## Werk
- 5 Bände Notizen der Zeit, Tagebuchaufzeichnungen 1830–1886 handschriftlich erhalten in: Stadtarchiv München, Ver. Ms. 860, 1-V, Ver. Ms. 358.
- Juni 1841 Bäckerhaus in Wasserburg erste Ölmalerei zu Beginn der Studien bei Michael Neher, im Juni 1869 für Max Joseph in Bayern photographieren lassen.
- Mai 1843 Schloß Oelkofen bei Grafing (an den Kunstverein verkauft).
- April 1844 Schloß Oelkofen bei Grafing, Ölbild
- Juni 1844 Partie aus Konstanz, Ölbild
- April 1846 Partie aus dem Dorf Pipping an der Würm, Aquarell
- Juni 1847 Der Jakobsturm in Traunstein Aquarell
- August 1848 Das Eschersheimer Tor in Frankfurt/Main, Ölbild.
- Mai 1851 Partie aus dem Ehrenberger Paß, kleines Bild.
- Mai 1851 Partie aus Oberwesel, Ölbild.
- August 1851 Stadttor in Andernach/Rhein.
- November 1867 Der Fischmarkt in München.
- September 1862 Drei Grabsteine an der Friedhofsmauer, zwei Stadttore und ein Erker in Wasserburg am Inn gezeichnet.
- Juli 1863 in Wasserburg gezeichnet
- April 1864 Innere Ansicht des Münchner Tores gezeichnet
- März 1867 Partie in Straßlach Aquarell am 11. Februar 1867 dem Vincentiusverein geschenkt.
- 27. November 1875 Das Münchner Tor und Veitstor gezeichnet, 28. Januar 1876 zwei Aquarelle davon an den Historischen Verein geschickt.
- Juni 1878 Hof der Maxburg, Aquarell dem Kriegskommissär Friedl geschenkt.
- 2. März 1877 Den Marktplatz in Frankfurt/Main, Aquarell.
- August 1879 Schrannenplatz in Frankfurt/Main, Aquarell.
- Juli 1880 Ziegeltor in Frankfurt/Main, Aquarell.
- Neue Pinakothek[6]